# Les Chroniques des mondes magiques
 (novembre 2013).
Si vous disposez d'ouvrages ou d'articles de référence ou si vous connaissez des sites web de qualité traitant du thème abordé ici, merci de compléter l'article en donnant les références utiles à sa vérifiabilité et en les liant à la section « Notes et références ».

Les Chroniques des mondes magiques (titre original : Cronache del regno della fantasia) est une série de fantasy composée de six tomes écrits par Geronimo Stilton et débutée en 2009. Elle met en scène Audace (communément appelé Ombrage) un jeune elfe des forêts dont la quête est de libérer les Royaumes Perdus du joug de Sorcia, la reine des sorcières. Il recevra de l'aide de ses amis Regulus, Robinia et Spica pour réussir sa quête.

## Résumé

### Tome 1:La Quête du royaume perdu
En allant chercher la pince à cheveux de Spica dans le nid d'une pie, Audace découvre une étrange pierre, sans savoir que c'est le  catalysateur  du portail de Jade, fermé depuis de nombreuses années. Il la montre à son ami Regulus, qui lui, la montre à son père, Eridanus. Eridanus découvre que c'est la pierre qu'il cherchait depuis de nombreuses années, le catalysateur du Portail de Jade. Audace part secrètement vers le portail, mais Regulus l'attend déjà devant celui-ci. Ils mettent la pierre dans fente et traverse le portail. Ils sont immédiatement transportés au Royaume des forêts. Ils rencontrent Robinia et Brugus qui sont d'abord soupçonneux quant à leur identité. Ces derniers les emmènent à leur village. Le village se fait attaquer et tous sont faits prisonniers sauf Audace, Regulus et Robinia. Ces derniers se réfugient dans une grotte habitée par un scorpion géant. Audace vainc le scorpion et son épée absorbe le poison du scorpion géant. Pendant ce temps, un mage, Stellarius enseigne à Spica à se battre avec un arc. Il lui offre un arc magique. Il va avec elle au Royaume des forêts. Spica rejoint son frère et les autres. Ils livrent tous ensemble une énorme bataille au Loups-Garous et les chassent du Royaume de Forêts, délivrant ainsi celui-ci.

### Tome 2:La Porte enchantée
Le mage Stellarius part avec Ombrage et les trois autres vers le Royaume des Gnomes de forge, en passant cette fois-ci par un Miroir des Hordes, l'antithèse des Portails, afin de le délivrer. Ils rencontrent Diamantis, un gnome qui les emmène à la majestueuse cité BelleRoche. En chemin, ils tombent sur des ensorceleuses, des lézards des neiges qui veulent les dévorer. Ils réussissent tout de même à les vaincre et à se rendre à la cité. Ce royaume est dirigé par les Scélérats qui font travailler les gnomes comme des moins que rien. Audace capture un Scélérat et lui retire des informations importantes. Malheureusement pour lui, le chef des Scélérats envoie ses espions les Lamanthrydes et il réussit à savoir les plans du petit groupe. Audace et ses amis attaquent la maison du Vieux Maître et vainquent le chef des méchants. Ils rencontrent Étincelle une oie parlante qui se joint à leur groupes. Les gnomes mènent la rébellion et chassent les Scélérats de leur royaume. Ce royaume est désormais libre, mais les gnomes ont beaucoup de choses à reconstruire. Audace et ses amis quittent le pays en traversant le Portail oublié sans Stellarius  qui lui y reste.

### Tome 3:La Forêt des murmures
Le petit groupe atterrit au Royaume des Ogres, anciennement celui des Nains Gris. Ils traversent un marais en marchant sur des nénuphars géants. Ils arrivent à un lieu appelé la Route des Ossements, où un mille-pattes les attaquent pendant qu'ils dorment. Heureusement, Poison, l'épée d'Audace s'illumine d'éclairs verts. Spica se réveille et tire un flèche dans la tête du mille-pattes. Pendant ce temps, Stellarius et le chasseur marchent vers le pays de Neigeanne, la fée de l'hiver. Un tigre des neiges les attaque. Neigeanne, qui d'habitude ne fait pas de mal aux animaux, le tue. Elle emmène Stellarius et Cœurtenace à son château et leur apprend de bien mauvaises nouvelles. Au Royaume des Ogres, Audace apprend la véritable histoire d'Étincelle. Ils entendent des grondements et voient une arène où se battent des dragons. Étincelle leur apprend que c'est ici que les dragons des sorcières sont dressés. Audace part dans une forêt où il entend des voix. Les arbres lui apprend qu'ils sont des anciens Nains gris transformés en arbre par la perfidie des sorcières. Audace soigne un dragon, Queue-Tranchée, et s'envole vers le Royaume des Sorcières avec Étincelle. Spica, Regulus et Robinia se font capturer par les Ogres.

### Tome 4:L'Anneau de lumière
Ombrage et ses amis ont atteint leur destination, le funeste royaume des sorcières.Une épreuve ultime attend le jeune Elfe : pénétrer au cœur du château de la Reine Noire où couvent plus d'une menaces et où les Forces Obscures sont à leur comble, pour affronter Sorcia la perfide. 

### Tome 5:L'Île des chevaliers pétrifiés
Dans ce livre, Ombrage, accompagné par Spica et Queue-Tranchée, essaye de trouver la raison du sortilège qui frappe depuis des années l'île où se situe l'ancienne base des chevaliers de la rose qui étaient au service de la reine Floridiana. Ils sont tous pétrifiés et c'est seulement s'ils reconstituent le bouclier de pierre que les valeureux guerriers se réveilleront de leurs sommeil éternel et détruiront définitivement les forces maléfiques.

### Tome 6:Le Secret des chevaliers
L'île des Chevaliers tremble... Bientôt, très bientôt, elle sombrera avec ses habitants pétrifiés dans les profondeurs des mers Orientales. Pour éviter cette tragédie, Ombrage part en quête du dernier fragment du Bouclier de Pierre. Il est dissimulé sur l'île de la Lune Montante, terre de secrets et d'étranges phénomènes... (4e de couverture de l'édition Albin Michel Jeunesse).

## Personnages et créatures

### Personnages

#### Audace
Jeune elfe des forêts, il a une fidèle épée, Poison, la dernière épée des Chevaliers de la Rose. Il chevauche le dragon Queue-Tranchée, qu'il a rencontré lors de son voyage aux Royaume des Nains Gris. Son père l'a abandonné au Royaume des Elfes Étoilés lorsqu'il était encore qu'un enfant. Il est généralement appelé Ombrage. Il est amoureux de Spica.

#### Spica
Jeune elfe étoilée, elle est la sœur du meilleur ami d'Audace. Elle possède un arc enchanté qui ne rate jamais sa cible. Elle peut donner à ses flèches la forces qu'elle veut rien qu'en y pensant. Elle est amoureuse d'Audace.

#### Regulus
Jeune elfe étoilé, Regulus est le meilleur ami d'Audace et le frère de Spica. C'est lui qui accompagna Audace dans le Royaume des Forêts. Il est secrètement amoureux de Robinia, la princesse héritière du Royaume des Forêts.

#### Robinia
Elfe des forêts, elle est la princesse du Royaume des forêts. Elle est toujours accompagnée de son fidèle petit dragon à plumes, Soufretin. Au début, elle était méfiante envers Regulus et Audace. Elle est finalement devenue leur ami et a traversé de nombreuses épreuves avec eux.

#### Étincelle
Naine grise, elle est transformée en oie en quittant le Royaume des Sorcières, où elle était servante. Elle aide Audace à accomplir sa quête. Étincelle se joint au groupe dans le deuxième tome.

#### Stellarius
Mage, Stellarius aide Audace à accomplir sa quête. Enfant, il était ami avec Sorcia. Il a étudié à la prestigieuse école de magie du Royaume de la Fantaisie.

#### Sorcia
Sorcia est l'ignoble reine des sorcières. Enfant, elle a été arrachée à son village natal lors de l'attaque des sorcières. Les sorcières l'ont peu à peu transformée en une méchante femme. Elle a assassiné la reine précédente afin de lui voler son trône.
Cœurtenace est le père d'Audace.
Un des anciens Chevaliers de la Rose, valeureux défenseurs du royaume de la Fantaisie, qui aide Ombrage dans sa mission.

### Créatures

#### Ensorceleuses
Les ensorceleuses sont des lézards des neiges dont la morsure est mortelle. Elle habitent au Royaume des Gnomes de forge. Leur plus féroces ennemis sont les loutres.

#### Scélérats
Les Scélérats sont d'ignobles lutins verts à chapeau biscornu. Ils ont longtemps dirigé le Royaume des Gnomes de forge.

#### Loups-Garous
Les Loups-Garous ont longtemps dirigé le Royaume des Forêts.

#### Chevaliers sans Cœur
Ce sont les serviteurs des Sorcières. Ils ont de grosses armures vides et indestructibles.

#### Queue-Tranchée
Dragon Bleu, il est le dernier représentant de sa race. Audace le chevauche.